# Jagdschloss Groß Schönebeck
Das denkmalgeschützte Jagdschloss Groß Schönebeck befindet sich im Ortsteil Groß Schönebeck der brandenburgischen Gemeinde Schorfheide im Landkreis Barnim.

## Beschreibung
Das Bau des Jagdschloss im frühbarocken Stil, ursprünglich von einem Wassergraben umgeben, wurde auf Veranlassung des Großen Kurfürsten ab 1660 anstelle einer zerstörten Burg begonnen und erst unter König Friedrich Wilhelm I. beendet.
Am Rande des damals bereits von den Landesherren hochgeschätzten Jagdreviers der Schorfheide gelegen, diente das Schloss dem Aufenthalt der königlichen Herrschaften und deren Jagdgäste. Aus dieser Zeit stammt im Saal des Obergeschosses eine wertvolle Stuckdecke.
Anfang des 19. Jahrhunderts wurde das Schloss gotisierend erneuert. Später diente es verschiedenen Einrichtungen der Forstverwaltung. Seit 1991 beherbergt das frühere Jagdschloss das Schorfheide-Museum.

## Geschichte der Burg und des Schlosses
In welchem Zeitraum die Burg Schönebeck errichtet worden ist, geht aus keinen der zurzeit bekannten Unterlagen hervor. Ob es an dieser Stelle einen aus slawischer Zeit stammenden Vorgängerbau gegeben hat, ist ebenfalls unbekannt.
Angenommen wird, dass eine Linie von Burgen von der Havel bis zur Oder im 13. Jahrhundert unter den Askaniern errichtet worden ist. Dazu gehörten unter anderem die in Liebenwalde, Groß Schönebeck, Werbellin am südwestlichen Ende des Werbellinsees und Grimnitz befindlichen Festungen.
Nach dem vorhandenen Kartenmaterial wurde die Burganlage Schönebeck in einer Niederung als Wasserburg und in quadratischer Grundform errichtet. Im Erdreich finden sich noch Grundmauern aus dieser Zeit. Es ist anzunehmen, dass das heutige Schloss auf den Mauern der alten Burg steht, die erwähnten Grundmauerreste könnten zu einer Umfassungsmauer gehört haben. Eine endgültige Klärung kann wohl erst eine umfassende archäologische Grabung bringen.
Schriftliches erfahren wir aus dem Erbregister des Amtes Liebenwalde von 1589. Darin ist zu lesen, dass zu dem Amt Liebenwalde zwei „Jagdhäuser“ gehören. Gemeint sind damit die Burgen Grimnitz und Schönebeck. Sie dienten damals schon nicht mehr zu Verteidigungszwecken, sondern nur noch zivilen Aufgaben. Zur Burg Groß Schönebeck heißt es:
„… dasselbe ist nach aller nottrecht zu Fürstlichen und anderen Gemächern, Küchen, Kellern … und anderen Gebäuden bebaut.“
In einer ebenfalls im Erbregister aufgeführten Urkunde aus dem Jahre 1550 gewährt der Kurfürst den Brüdern „Jacob und Adam Grape“ die Befreiung für das „Haus zu Schönebeck“, womit wiederum die Burg gemeint ist. Gleichzeitig gewährt er dem damaligen Heidereiter Michel Koch eine wüste Stelle „im Dorfe Schönebeck, bey unserer Silberkammer.“ Die Burganlage war offensichtlich zu diesem Zeitpunkt noch intakt und bewohnt.
Im Zuge des Dreißigjährigen Krieges von 1618–1648 ist die Burg zerstört worden und 1663, so erfahren wir, erhält der Amtsschreiber Vogelsang die Erlaubnis, Baumaterialien aus der Anlage zu entnehmen. Der die Burg umgebene Wassergraben blieb erhalten und wurde als Tränke für die Viehbestände der Gemeinde genutzt.
Unklar ist, welche Verwendung der erwähnte Vogelsang für die gewonnenen Baumaterialien hatte, denn er beabsichtigte seine Besitzungen im Dorf zu verkaufen. Davon erfuhr Kurfürst Friedrich Wilhelm, auch als der „Große Kurfürst“ bekannt (*1620, Regierungszeit 1640–1688), und ordnete die Prüfung des Besitzes an.
In einem Schreiben vom 29. Dezember 1662 erklärte er, dass er beabsichtige dort ein Jagdhaus zu erbauen und die dem Vogelsang gehörenden vier Bauernhöfe und einen noch wüst liegenden Kossätenhof kaufen wolle.
Unter Kurfürst Friedrich Wilhelm scheint es also zu einer Abtragung der Burgruine und dem Bau eines einfachen Jagdhauses gekommen zu sein, das dem Grundriss des heutigen Schloss nahekam.
Zwischenzeitlich wieder baufällig geworden lässt der bekannte Soldatenkönig Friedrich Wilhelm I. (*1688, Regierungszeit 1713–1740) das Jagdhaus von Grund auf erneuern und nutzte es für seine Jagdaufenthalte in der „Großen Heide“. Sicher ist, dass der König das Jagdhaus mehrmals und nicht nur zur Jagd nutzte. Im Dezember 1721 schrieb er hier seine Grundgedanken zu den Generaldirektorien nieder. Damit reformierte er später die damalige preußische Verwaltung grundlegend.
Im heutigen Schlosspark befand sich ein Fachwerkbau von etwa 29 Meter Länge und 13 Meter Breite. Hier handelte es sich um die alte Oberförsterei mit Wohn- und Arbeitsräumen. Dahinter schloss sich der Hof und einige Stallungen an, die alle heute nicht mehr vorhanden sind.
Über den Schlossgraben führten zwei hölzerne Brücken, die jeweils eine Länge von etwa 11,40 Meter und 17,20 Meter aufwiesen. 30 Jahre später wurde vorgeschlagen, Teile des Grabens zuzuschütten, da unter anderem der Befall von Wasserratten am Fundament des zum Schloss quer liegenden Pferdestalles so groß wäre, dass er einzustürzen drohe. Der Graben hatte zu diesem Zeitpunkt eine Breite von 6–16 Meter.
Eine Brücke führte zum heute bezeichneten Jägerhaus. Dort befand sich die Schlossküche mit Backofen und Waschraum. In der zweiten Hälfte des 19. Jahrhunderts wurden hier die Forstreferendare einquartiert. Einer der bekanntesten war der später berühmte Altmeister des Weidwerks Ferdinand v. Raesfeld (* 1855 – † 1929).
Erst aus dem Jahre 1825 hat sich eine genauere Beschreibung aller vorhandenen Gebäude erhalten. Danach hatte das Schloss bereits das heutige Walmdach, jedoch ohne die kleinen Ecktürme.
Als 1833 König Friedrich-Wilhelm III. von Preußen (*1770, Regierungszeit 1797–1840) Groß Schönebeck besucht, findet er Gefallen an dem alten Schloss seiner Ahnen und befahl den Erhalt. Als gleichzeitig entdeckt wird, dass die alte Oberförsterei vom Hausschwamm befallen ist, entscheidet die königliche Regierung, lieber das alte, unbewohnte Schloss auszubauen und das 100 Jahre alte Fachwerkgebäude abzureißen.
Die Bauarbeiten begannen 1834 und wurden erst 1836 beendet. Dabei wurden große Teile des aus der Gründungszeit stammenden Burggrabens zugeschüttet.
Der Oberförster zog in das Erdgeschoss des Schlosses, während die Obere Etage für „hohe und höchste“ vorbehalten blieb.
In dieser Zeit erhielt das Schloss sein heutiges Aussehen. 1844 und 1845 wohnte der König während eines Jagdaufenthaltes hier, später auch Jagdgäste des Königs und des Kronprinzen Wilhelm, des späteren Kaiser Wilhelm II. (* 1859, Regierungszeit 1888–1918, † 1941).
Nach der Wende, in den frühen 1990er-Jahren ließ der Verein der Natur- und Heimatfreunde e.V. mit Eigen- und Fördermitteln aus dem Fonds Aufschwung Ost das Schloss vollständig sanieren. Dabei werden u. a. die Innenräume in ihrer früheren Größe wieder hergestellt und das Gebäude wird seitdem als Schorfheide-Museum genutzt. Im September 2006 begannen im Auftrag der Gemeinde Schorfheide die umfangreichen Erhaltungsarbeiten an der Fachwerkscheune, um sie für Ausstellungszwecke nutzen zu können. Dabei fanden sich auf mehreren Holzkonstruktionen Bleistiftaufzeichnungen u. a. verewigte sich hier der Forstlehrling Wendeborn, der am 14. September 1891 beim Richten des Dachstuhles zu Tode kam.

## Heutige Nutzung
Heute beherbergt das Jagdschloss Exponate aus seiner Geschichte, sowie im Nebengebäude die Touristinformation Schorfheide, und die Dauerausstellung „Jagd und Macht“.